# Johann Geiler von Kaisersberg

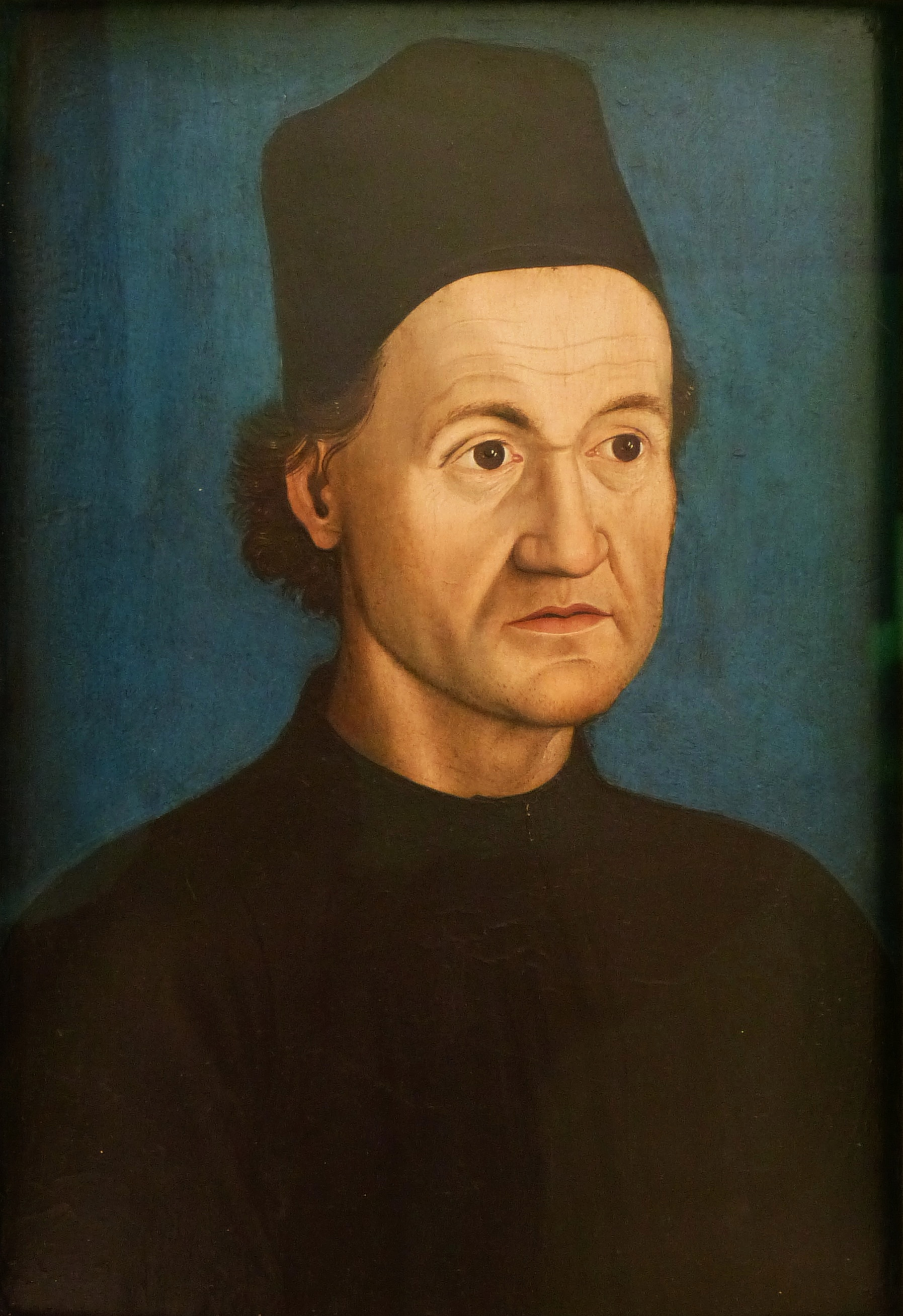
Johann Geiler von Kaisersberg, Portret van Hans Burgkmair de Oude, 1490

Johann Geiler von Kaisersberg (ook wel: Johann Geiler von Kaysersberg) (Schaffhausen, 16 maart 1445 - Straatsburg, 10 maart 1510) was een van oorsprong Zwitserse prediker, sinds 1478 domprediker in Straatsburg. Hij was de belangrijkste Duitse volksprediker van de 15e eeuw.
Hij geselde in scherpe, vaak komische en drastisch realistische toespraken de misstanden in de Kerk. Grote bekendheid verwierf zijn reeks preken over Brants Narrenschiff.
De meeste van zijn preken zijn pas later opgetekend en de authenticiteit ervan is omstreden. Waarschijnlijk is alleen Der Seelen Paradies rechtstreeks van hem.